# Abbaye Saint-Fructueux-de-Tarragone de Camogli
L'abbaye Saint-Fructueux-de-Tarragonne (en italien : abbazzia di San Fruttuoso di Capodimonte) est un complexe monastique situé dans la baie de la ville de Camogli, dénommée golfe Paradiso (it), en province de Gênes, à l'intérieur du parc naturel régional de Portofino (it).
Enchâssée dans une crique du littoral, l'abbaye est accessible seulement par voie maritime ou par un long sentier escarpé qui descend depuis le mont de Portofino (it) qui domine ce golfe Paradiso.
Le complexe comprend une église, l'abbaye et le cloître ainsi qu'une tour côtière. L'église est le siège de la paroisse du vicariat de Recco-Uscio-Camogli de l'archidiocèse de Gênes.
Depuis 1954, sur les fonds marins de la baie repose la célèbre statue du Christ des Abysses.

## Histoire
Son origine est liée à la translation des reliques de saint Fructueux de Tarragone dans la baie, vers le VIIe siècle par des moines grecs, à la suite de la conquête musulmane de l'Hispanie.
Sa construction remonte au XIe siècle à la demande d'Adélaïde de Bourgogne, veuve de l'empereur Otton Ier. Au même siècle, elle devient la propriété des moines bénédictins. Après cette première occupation monastique, le complexe de San Fruttuoso devient une simple habitation pour pêcheurs, souvent nid de pirates, puis restera, pendant des siècles, la propriété de la famille Doria qui dès le XIIIe siècle, y rajoute un corps de bâtiment donnant en façade sur la mer tandis qu'une tour défensive est construite en 1562.
À la suite d'un glissement de terrain, en 1915, le site est restauré en 1933 par l'État. Depuis 1983, grâce à la donation des propriétaires, l'abbaye appartient au Fondo Ambiente Italiano ou FAI. Périodiquement, elle accueille des concerts de musique classique et populaire ainsi que diverses expositions culturelles.

## Le complexe

### L'église
Dite médiévale ou monastique, elle est accessible par l'ancienne sacristie construite lors de la surélévation du XVIe siècle. L'édifice - constitué en deux parties dont l'un antérieurement devait servir probablement de chœur aux moines - est surmontée d'une tour-campanile à la coupole médio-byzantin ornée de dix-sept petites arcades. Les enduits muraux et le dallage sont du Xe siècle. L'autel abrite un petit coffre en argent qui contient les reliques des martyrs Fruttuoso, Augurio et Eulogio.

### L'abbaye
Elle remonte au Xe ou au XIe siècle, à l'exception du bâtiment donnant face à la mer, qui date du XIIIe siècle, composé de deux rangées d'ouvertures ogivales aux arcades alternées.

### Le cloître
Il est construit au XIIe siècle, en style roman, puis modifié au Cinquecento à la demande d'Andrea Doria qui lui superpose une galerie d'arcades (ou cloître supérieur) composé d'un déambulatoire avec des plafonds voûtés d'arêtes soutenus par des colonnes donnant sur une cour carrée. La partie inférieure (ou cloître originel) est destinée aux sépultures des membres de la famille Doria morts entre 1275 et 1305 ; les tombes sous forme d'arcosolium, au nombre de huit, sont décorées de bandes de pierres noires et de marbres blancs, typiques de l'art architectural ligure.

### La tour Doria
Érigée en 1562, de forme carrée, par les héritiers de l'amiral, Giovanni Andrea et Pagano, elle protège le bourg et sa source d'eau douce des incursions des pirates barbaresques.

## Galerie

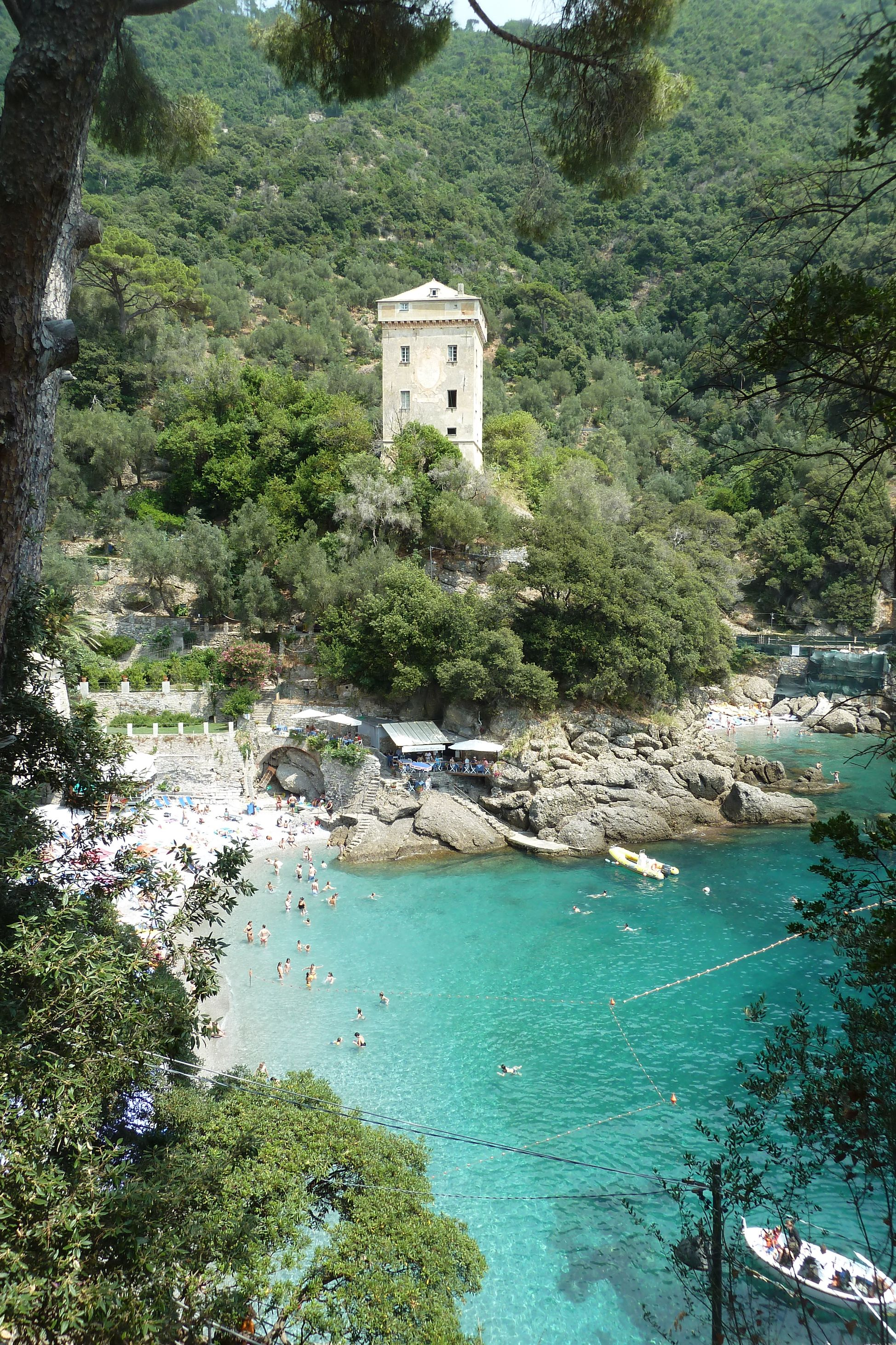
La tour.
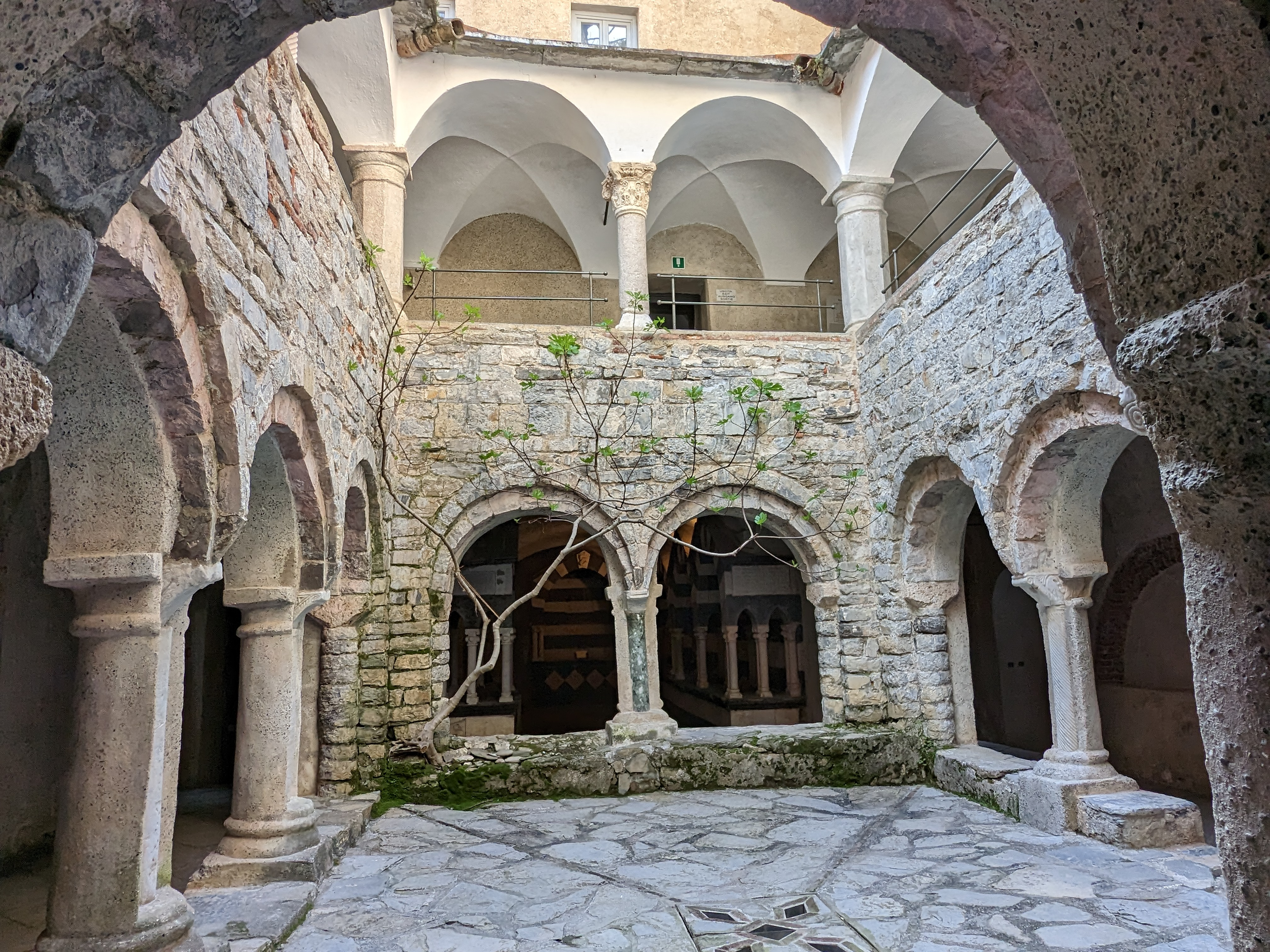
Le cloître.
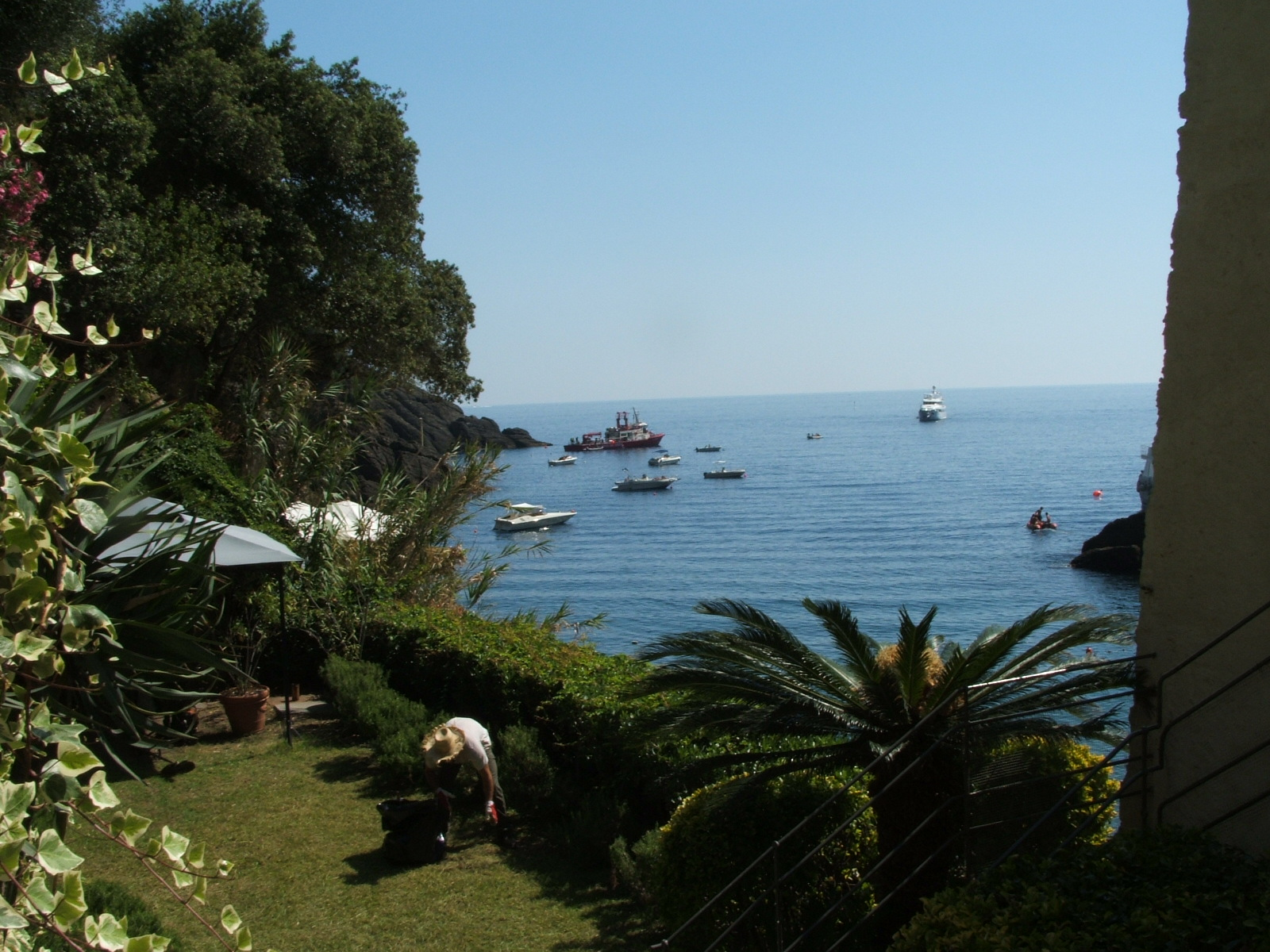
Vue depuis l'abbaye.
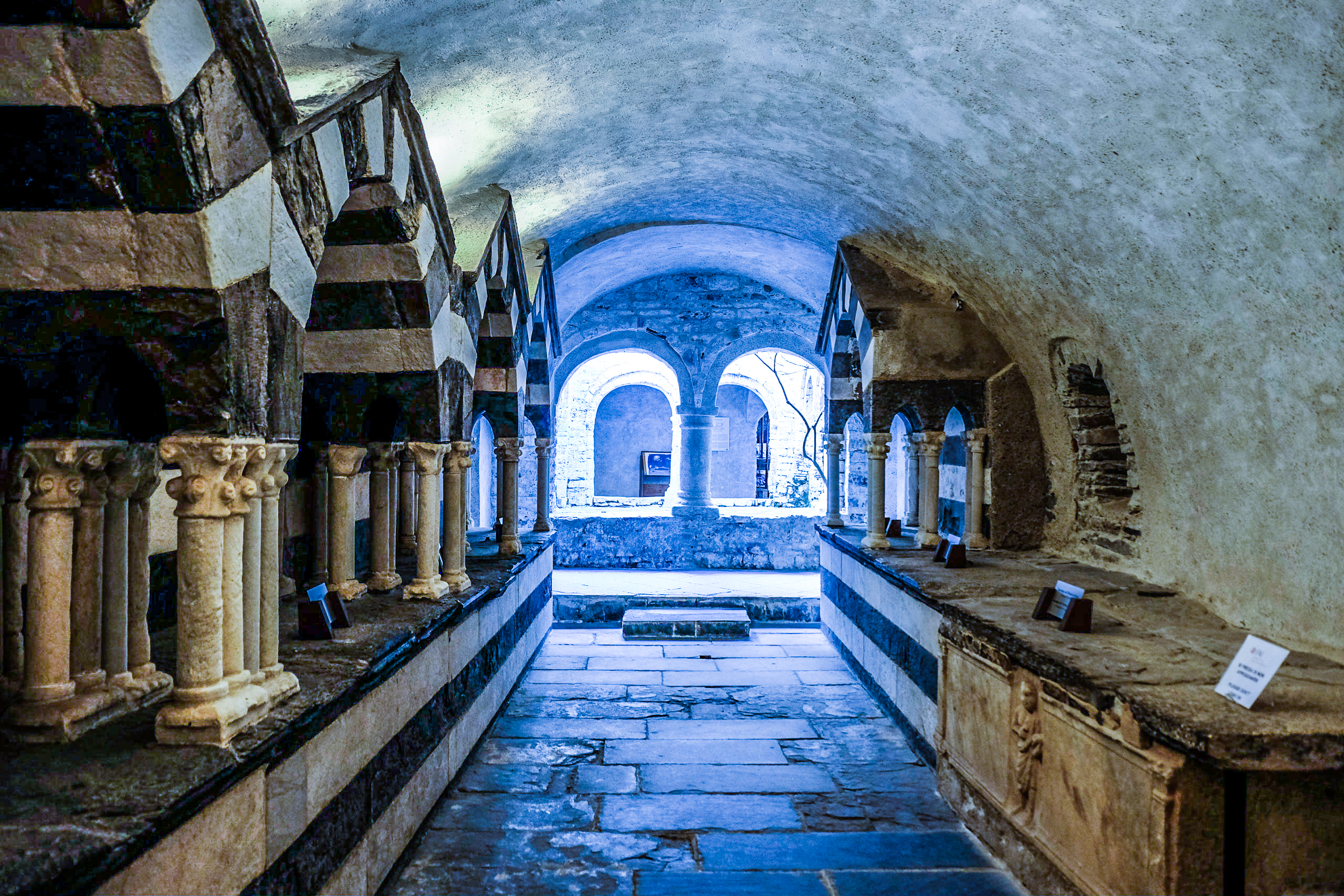
Sépultures des Doria.
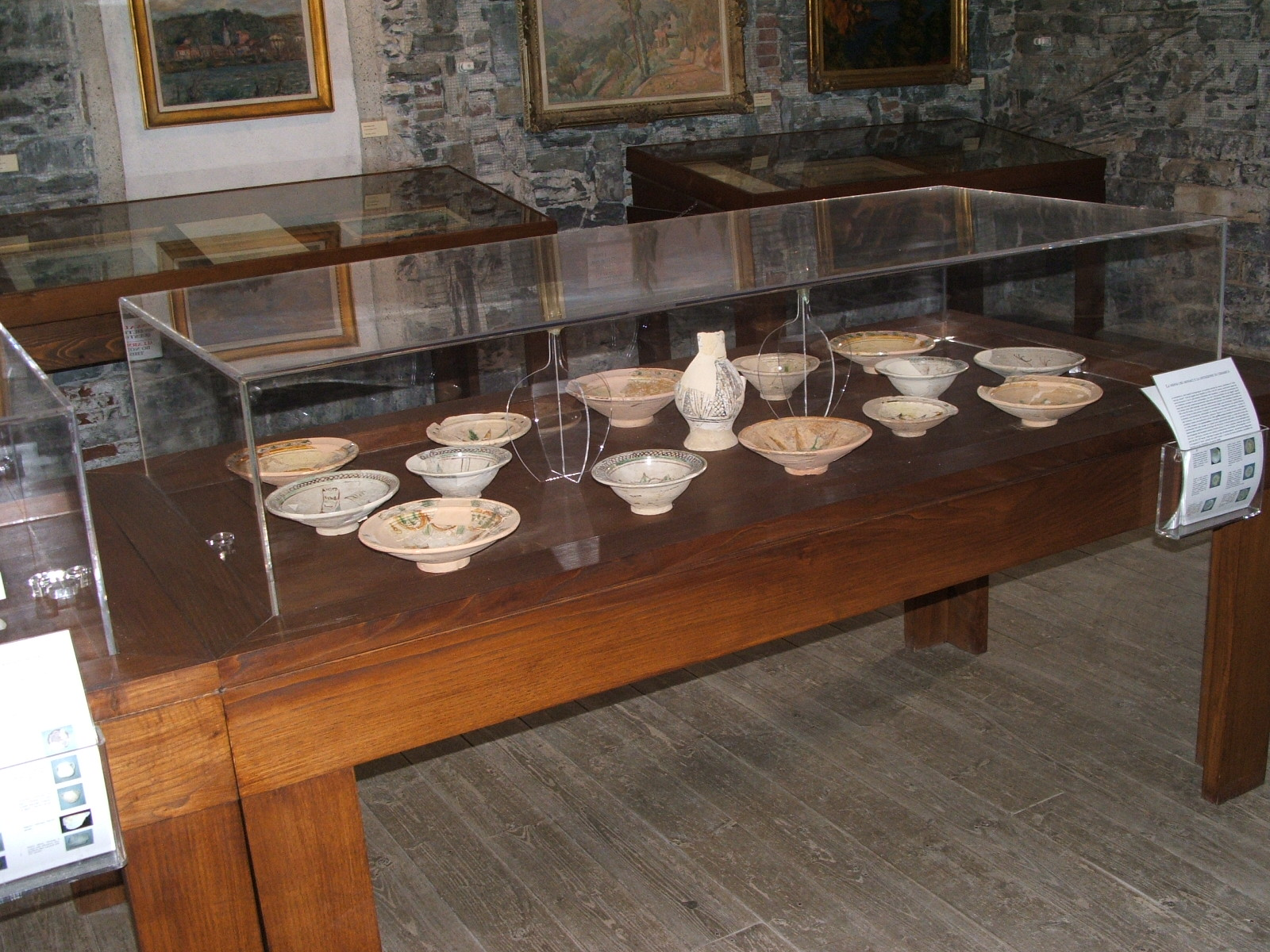
Pièces de céramique du musée.

## Source
- (it) Cet article est partiellement ou en totalité issu de l’article de Wikipédia en italien intitulé « Abbazia di San Fruttuoso » (voir la liste des auteurs).